# شانکینیت
شانکینیت یک سنگ آذرین نفوذی است که در مکان‌های کمی در جهان یافت می‌شود. این نوع سنگ از نظر داشتن سیلیس کم، مواد معدنی فلدسپاتوئید و بلورهای بلوکی بزرگ اوجیت سیاه منحصر به فرد است. این سنگ بیشتر سنگ‌های خاکستری تیره سخت کوه‌های خاصی را در ایالت مونتانا در آمریکا تشکیل می‌دهد که بقایای لاکولیت‌ها و انباشته‌هایی مانند کوه‌های هایوود هستند.

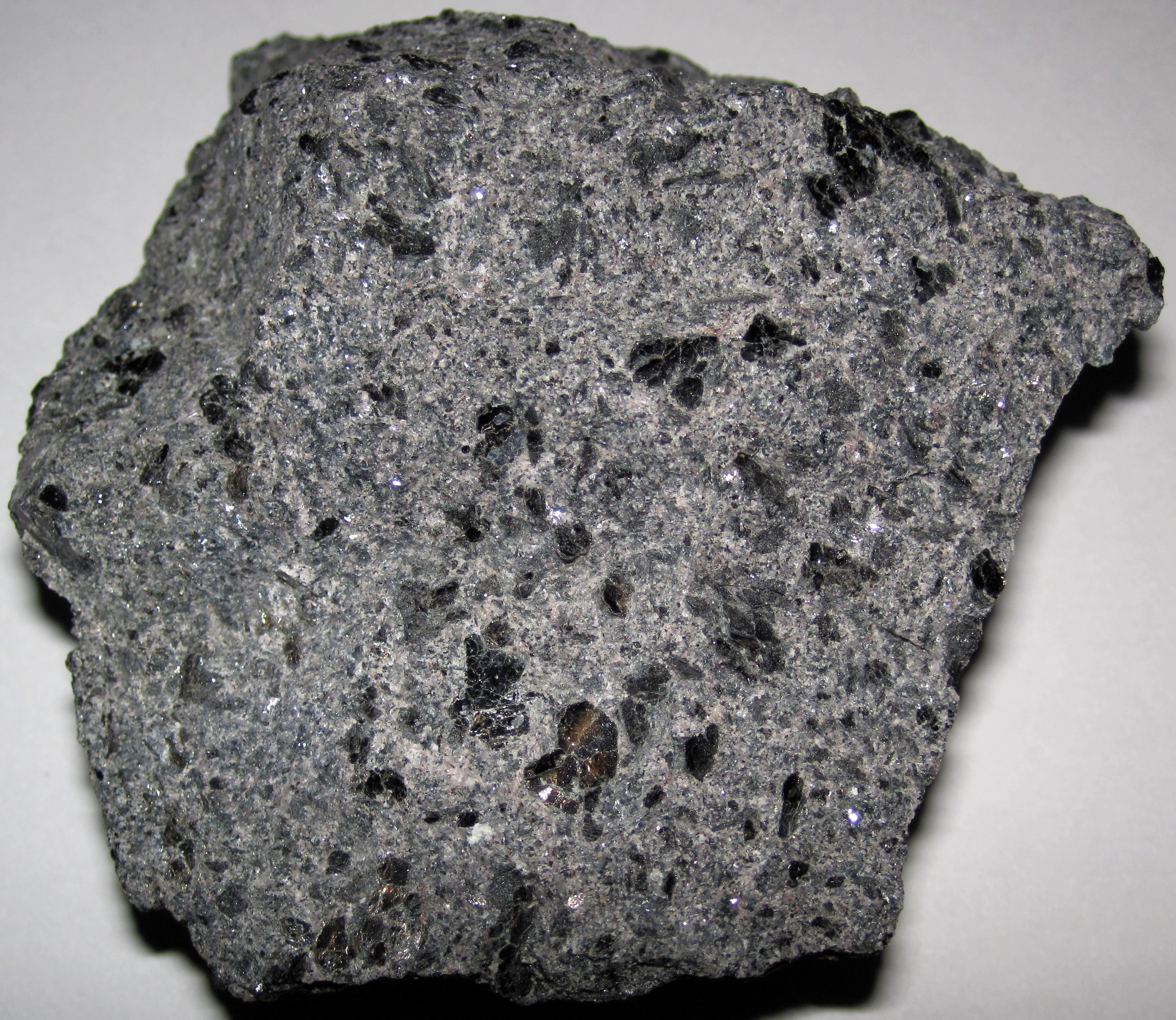
شانکینیت از ماونتین پس، کالیفرنیا.

## ترکیب
شانکینیت یک سنگ آذرین نفوذی است. به‌طور خاص، یک سینیت مافیک فویدال (دارای فلدسپاتوئید)، یک سنگ نفوذی تمام‌بلورین است که در تعریف محدود حود از فلدسپات پتاسیم به شکل سانیدین، نفلین، اوژیت، بیوتیت و الیوین تشکیل شده‌است. شانکینیت همچنین برای نفلین سینیت مافیک با اژیرین - اوژیت به عنوان پیروکسن و با افزودن پلاژیوکلاز (آندزین به لابرادوریت) استفاده می‌شود. نفلین در شانکینیت تا حد زیادی به ناترولیت و استیلبیت تغییر یافته‌است.
نمای نزدیک از صخره‌های کوه‌های آدل، بلورهای براق بزرگ اوژیت را در خمیره خاکستری تیره متشکل از بلورهای کوچک اوژیت و فلدسپات نشان می‌دهد. این غیر معمول است زیرا اوجیت معمولاً کم‌رنگ است.

## تشکیل
در مرکز مونتانا گریوه‌های شانکینیت با لایه‌های سفید سینیت پوشیده شده‌اند. گلوله‌های از سینیت در مرز ظاهر می‌شوند که نشان می‌دهد سینیت با چگالی کمتر با سرد شدن جرم تا بالای شانکینیت مذاب شناور می‌شود.

## پراکنش
- میدان آتشفشانی کوه‌های آدل در شمال مرکزی مونتانا[۲][۳][۴]
- ماونتین پس، کالیفرنیا.[۵]
- هند در بلوک سالم در جنوب گرانولیت تران[۶] و مجتمع قلیایی الچورو در هند[۷]
- انتاریو، کانادا[۸]
- تیمور، اندونزی

## َریشه نام
این سنگ نام خود را از نوع محلی در شانکین سگ در کوه‌های هایوود در شمال مرکزی مونتانا گرفته‌است.